# 幅軍
幅軍（ふくぐん）は、太平天国と同時期に清に反抗した山東省南部の民衆蜂起軍。
嘉慶年間より、大運河沿いにある江南の徐州・邳州・宿遷、山東省の郯城・蘭山・費県・滕県・嶧県一帯の水運業者たちは秘密結社を組織して団結していた。彼らは頭に布を巻いていたため「幅党」と称した。しかし咸豊年間に黄河の河道が変化すると（咸豊黄河大改道）、食糧輸送は海運に変化し、大運河沿いの水運業者たちは失業した。こうして幅党は貧農たちも加えて蜂起し、「幅軍」と称した。幅軍の指導者には嶧県の雲谷山に根拠地を置いた劉双印と劉平、費県の其山に拠点を置いた孫化祥・孫化清兄弟などがおり、捻軍や長槍会と共同作戦をとって山東省南部で大いに勢威を振るった。しかし1862年に清のホルチン親王センゲリンチン（僧格林沁）の攻撃で劉平は戦死し、1863年には漕運総督呉棠の派遣した総兵陳国瑞軍の包囲を受けて孫化祥は戦死し、根拠地を失った劉双印と孫化清は鄒県の宋継鵬率いる文賢教徒軍のもとに逃れた。しかし同年夏に文賢教徒軍がセンゲリンチン軍に鎮圧されると、劉双印らも運命をともにした。